# Obecní muzeum Bory
Vznik Obecního muzea v Borech se váže k roku 2007. Slavnostní otevření muzea se uskutečnilo 9. 12. 2007. Většina sbírkových předmětů byla získána darem od občanů.

## Charakteristika muzea
Obecní muzeum je zaměřeno na široký okruh témat; návštěvník se seznámí s jednotlivými v místě zastoupenými řemesly i s vybavením domácnosti na počátku minulého století. Specializací muzea jsou minerály, kterým je věnovaná samostatná expozice. Mineralogická expozice má pro muzeum zásadní význam, protože Bory a okolí patří mezi významné mineralogické lokality. Část expozice je také zaměřena i na dějiny již zaniklého dolu Hatě nedaleko Borů. Muzeum během roku pořádá také tematické výstavy. 

## Otevírací doba, vstupné
Obecní muzeum v Borech je umístěno v budově bývalého Kulturního domu v Dolních Borech (místní část) č. 40.  Muzeum je otevřeno např. o poutích a po telefonické domluvě.  Vstupné je stanoveno částkou 10 Kč pro dospělé, děti vstupné neplatí.